# Pierre Fouché
Pierre Fouché (en catalán: Pere Fouché) (1891 - 1967) fue un lingüista y filólogo francés de Rosellón.
En 1932 empezó a dirigir el Institut de Phonétique de la Universidad de París. 

## Obras
- Le verbe français. Etude morphologique, Paris 1931 (publicaciones de la Facultad de Letras de la Universidad de Estrasburgo 56) 2ª ed. 1967 (1981)

- Morphologie historique du Roussillonnais

- Traité de prononciation française (París: Klincksieck, 1969)

- Phonétique historique du français, 3 v. (Paris 1952-1958-1961, 1966-1969)

- Le verbe français: étude morphologique (París: Klincksieck, 1967)

- Traité de prononciation française (París 1956, 2000, ISBN 2-252-02610-3

- Phonétique historique du français (París: Klincksieck, 1952)

- A propos de l'origine du basque, Madrid 1943

- Etudes de phonétique générale. Syllabe, diphtongaison, consonnes additionnelles, Paris 1927 (publicaciones de la Facultad de Letras de la Universidad de Estrasburgo 39)

- Datos: Q574492